# Erechtites missionis
Erechtites missionis là một loài thực vật có hoa trong họ Cúc. Loài này được Malme mô tả khoa học đầu tiên.